# LT Близнецов
LT Близнецов (лат. LT Geminorum, HD 254699) — двойная затменная переменная звезда (E) в созвездии Близнецов на расстоянии (вычисленном из значения параллакса) приблизительно 9 647 световых лет (около 2 958 парсек) от Солнца. Видимая звёздная величина звезды — от +9,51m до +9,35m. Орбитальный период — около 0,6258 суток (15,019 часов).

## Характеристики
Первый компонент — бело-голубая звезда спектрального класса B1V, или B5. Радиус — около 6 солнечных, светимость — около 8913 солнечных. Эффективная температура — около 22600 К.